# 彼得拉尼科
彼得拉尼科（義大利語：Pietranico）是意大利佩斯卡拉省的一个市镇。总面积14平方公里，人口548人，人口密度39.1人/平方公里（2009年）。ISTAT代码为068032。